# B71 Sandoy
El Bóltfelagið 1971 Sandoyar Ítróttarfelag (en español: Club de Fútbol y Deportes de Sandoy desde 1971), conocido simplemente como B71 Sandoy, es un equipo de fútbol de las Islas Feroe que juega en la 1. deild, la segunda liga de fútbol más importante del país.

## Historia
Fue fundado en el año 1970 en la ciudad de Sandur y es conocido por ser uno de los equipos más jóvenes del país y de estar en una ciudad muy seguidora de los deportes, aunque el origen del equipo es en 1970, cuando surgió el Sand, un equipo local compuesto solo de jugadores de la ciudad.
Sus mejores años han sido a mediados de la década de los años 80s y los 90s, como alcanzar el título de la Primera División en 1989 de manera invicta, con 9 puntos de ventaja sobre su perseguidor, el HB, atribuido a la llegada de jugadores polacos como Piotr Krakowski y Waldemar Nowicki.
En los años 90, alcanzaron la final del torneo de Copa en 2 ocasiones, ganando 1 de ellas en años consecutivos.
A nivel internacional ha participado en 2 torneos continentales, donde nunca han podido avanzar de ronda, es más, todos los partidos los ha perdido.

## Palmarés
- Primera División de Islas Feroe: 1

1989
- 1. deild: 4

1988, 1991, 1998, 2006
- - Subcampeón: 4

2002, 2004, 2005, 2009
- 2. deild: 1

1986
- Copa de Islas Feroe: 1

1993
- - Finalista: 1

1994

## Participación en competiciones de la UEFA
| Temporada | Torneo                | Ronda          | Club  | Casa | Visita | Global |
| --------- | --------------------- | -------------- | ----- | ---- | ------ | ------ |
| 1994–95   | UEFA Cup Winners' Cup | Clasificatoria | HJK   | 0–5  | 0–2    | 0-7    |
| 1996–97   | UEFA Cup              | Preliminar     | APOEL | 1–5  | 2–4    | 3-9    |

### Récord europeo

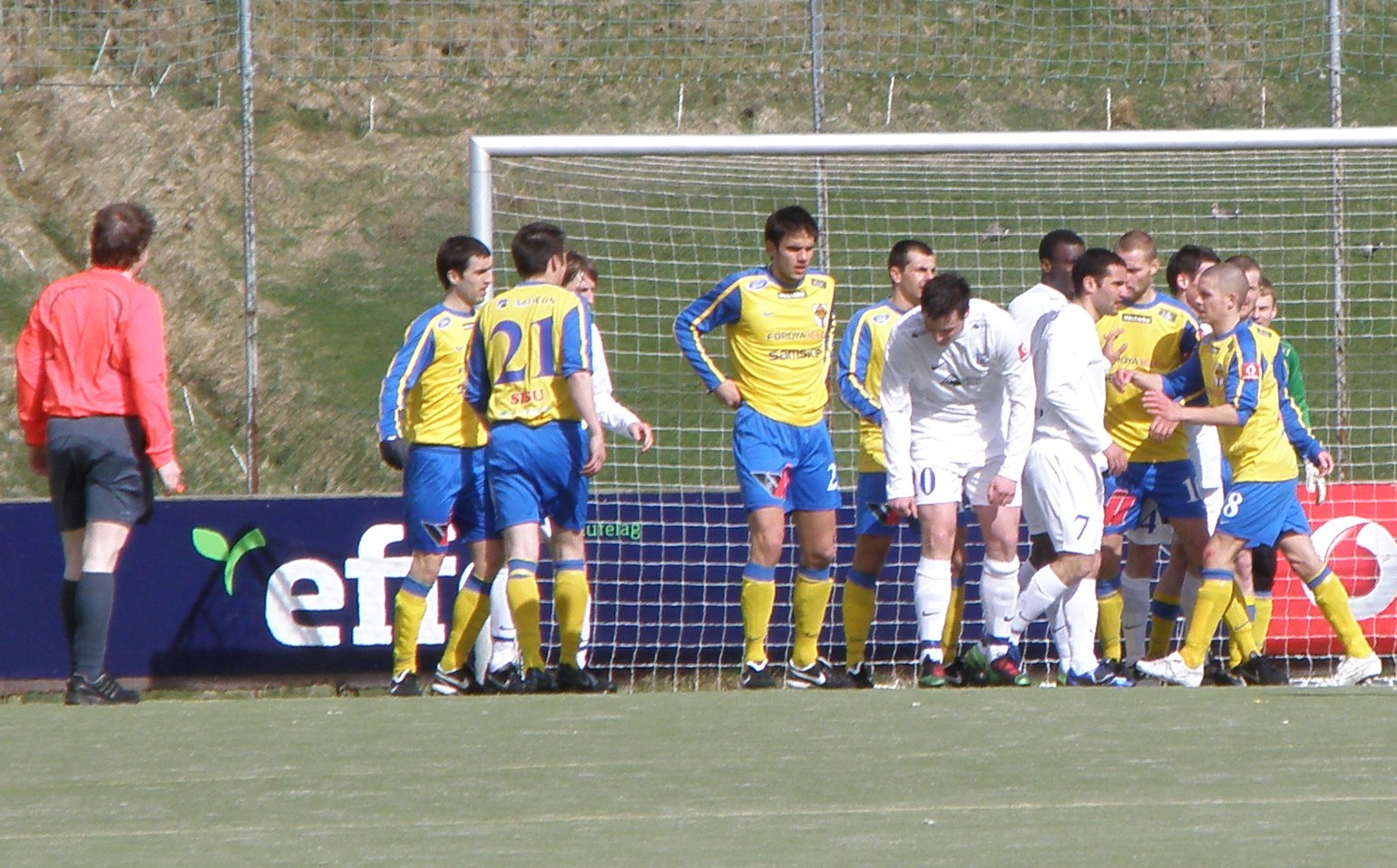
B71 vs. FC Suðuroy en la Vodafonedeildin el 2 de mayo de 2010. B71 ganó 3-1

| Torneo    | J | G | E | P | GF | GC |
| --------- | - | - | - | - | -- | -- |
| Copa UEFA | 2 | 0 | 0 | 2 | 3  | 9  |
| Recopa    | 2 | 0 | 0 | 2 | 0  | 7  |
| TOTAL     | 4 | 0 | 0 | 4 | 3  | 16 |

## Entrenadores Desde 1986
| Periodo | Nombre                    |
| ------- | ------------------------- |
| 1986    | Finn Melin                |
| 1987-89 | Jan Kazcynski             |
| 1990–96 | Piotr Krakowski           |
| 1997    | Eli Hentze                |
| 1998-99 | Ivan Hristov              |
| 2000    | Per Langvad               |
| 2001    | Kári Reynheim             |
| 2002-03 | Tom Saintfiet             |
| 2003    | Waldemar Nowicki          |
| 2004-05 | Ole Andersen              |
| 2006    | Dragan Kovačević          |
| 2007    | Dušan Mokan               |
| 2007-08 | Eli Hentze                |
| 2009    | Frankie Jensen            |
| 2009    | Eli Hentze                |
| 2010-   | Piotr Krakowski           |
| 2011–13 | Allan Mørkøre             |
| 2014–16 | Piotr Krakowski           |
| 2017–18 | Bakary Bojang             |
| 2018    | Stefan Hansson            |
| 2018    | Eli Hentze                |
| 2019    | Heiðar Birnir Torleifsson |
| 2019    | Eli Hentze (interino)     |
| 2019    | Christopher Harrington    |
| 2020-   | Richard Goffe             |

## Jugadores

### Jugadores destacados
- Símin Hansen
- Eli Hentze
- Torbjørn Jensen
- Kári Nielsen
- Páll á Reynatúgvu
- Kári Reynheim
- Brandur Sandoy
- Piotr Krakowski
- Waldemar Nowicki